# Завацкая, Яна Юльевна
Яна Юльевна Завацкая (род. 11 марта 1970[…], Ленинград) — русская писательница-фантаст, публицистка, блогер. Автор пяти романов. Лауреатка независимой литературной премии «Бегущая по волнам» 2019 г. за лучший женский образ в фантастике (роман «Холодная зона»).
Её блог в ЖЖ входит там в топ-100. Проживает в Германии. Автор романа-антиутопии «Ликей» (опубл. в 2006), цикла «Квиринские истории» — романов в жанре фантастического экшена «Нить надежды» и «Эмигрант с Анзоры» (оба также 2006 г.), цикла «Сагонские войны».

## Биография и творчество
По национальности русская.
Родилась в семье учителя математики Юлия Гинзбурга, поэта (1928—2002).
Выросла в Челябинске; вспоминала, что являлась участницей Челябинского научного общества учащихся. Рассказывала, что в детстве одной из ее самых любимых книг была научно-фантастическая трилогия "Звездоплаватели" Г. Мартынова.
В 1993 году с мужем и сыном эмигрировала в Германию. Жила на пособие, затем стала работать в доме престарелых, ухаживала за пожилыми и инвалидами. Католичка; являлась членом Коммунистической партии Германии (Communist Party of Germany (1990); вышла из нее в 2023 году), до того состояла в радикальной сталинистской группе «Коммунистическая инициатива», а также в «Ди Линке», сталинистка, феминистка.
Как отмечала в автобиографической повести «Чёрная книга, или приключения блудного оккультиста»: «Несколько лет я состояла в эзотерическом обществе, созданном на основе „Розы мира“». Ещё до переезда в Германию окончила четыре курса медицинского вуза.
Двое детей — один из которых инвалид.
Рецензия на дебютный роман (антиутопию; согласно Н. В. Иртениной — либерпанк и роман-предупреждение) Завацкой «Ликей», опубликованный в 2006 году (написан в 2000 году), появлялась в журнале «Если» (автор — Виталий Каплан). По свидетельству Каплана, когда роман предложили в издательство АСТ — за него ходатайствовал Сергей Лукьяненко.
Завацкая написала его после того, как обратилась в католицизм, будучи прежде увлеченная некоторое время эзотерическим культом «анастасийцев»; книга была издана в православной серии «Роман-миссия» (наряду с произведениями Ю. Вознесенской, Е. Чудиновой) и распространялась через сеть церковных лавок; рассматривал произведение О. М. Давыдов. Исследовательницей творчества Я. Завацкой является профессор РГГУ Митрофанова Анастасия Владимировна. Автобиографическую повесть Завацкой «Чёрная книга, или приключения блудного оккультиста» упоминает канд. филос. наук Ю. А. Мелков. Критиковал Завацкую и её творчество А. Н. Тарасов. Елена Георгиевская отмечала, что в своём жанре Завацкая развивает идеи гендерного эгалитаризма.
Как отмечает д-р наук А. В. Митрофанова, Завацкая создала «в контексте католической теологии освобождения цикл романов, описывающих попытки построения коммунистического общества на основе христианских ценностей». К фактическим последователям линии Михаила Анчарова в русской литературе относят Завацкую его биографы Юрий Ревич и Виктор Юровский.
Книга «Холодная Зона» претендовала на премию портала Фантлаб «Книга года 2016» в номинации «Лучшая сетевая публикация. Крупная форма». Высоко оценивал творчество Я. Завацкой писатель-фантаст Иар Эльтеррус.
Цитировалась NEWSru.com, приводилась в журналах «Фома» (в частности, об Алле Андреевой), «Новый мир».
Публиковалась на АПН (Агентство политических новостей), в журнале Neue Zeiten, писала специально для Красного ТВ. Она указана как нештатный автор на «Правда.Ру», а как блогера её упоминали и републиковали «Новые Известия»; также её блог републиковал официальный сайт Объединённой коммунистической партии России, представляя Завацкую как «активистку германского коммунистического движения, известную в русскоязычной блогосфере под псевдонимом Синяя Ворона».
Её также републикует РКРП.
Переводила Ульрику Марию Майнхоф и Любовь Юргенсон, Марка Эли.